# فرودگاه مرتسبروک
فرودگاه مرتسبروک (به انگلیسی: Merzbrück Airport) (به زبان بومی: Flugplatz Merzbrück) یک فرودگاه همگانی با کد یاتا AAH است که یک باند فرود آسفالت دارد و طول باند آن ۵۲۰ متر است. این فرودگاه در شهر آخن کشور آلمان قرار دارد و در ارتفاع ۱۹۰ متری از سطح دریا واقع شده‌است.